# Makroobezřetnostní regulace
Makroobezřetnostní (někdy též z angličtiny makroprudenční) politika je jednou ze součástí politik finanční stability. Představuje více systémový přístup k finanční regulaci než původní regulace mikroobezřetnostní, se kterou se nyní doplňují. Provádí ji většinou centrální banky. Prakticky jde o aplikaci sady nástrojů, jejichž cílem je snížit zranitelnost (resp. zvýšit odolnost) finančního systému prostřednictvím omezování vzniku rizik, která mohou pro systém jako celek vytvářet jednotlivé finanční instituce nebo jejich vzájemné vazby. Ultimátním cílem je pak odvrácení nákladů ztráty výstupu (HDP) spojených s finanční nestabilitou.
V důsledku finanční krize koncem první dekády nového tisíciletí zesílila shoda mezi akademiky a policy-makery (tvůrci veřejných politik) ohledně potřeby orientovat regulatorní rámec právě tímto směrem.

## Terminologie
Termín „makroobezřetnostní“ se do začátku finanční krize v roce 2008 vyskytoval jen v analýzách Banky pro mezinárodní platby (BIS), široce začal být užíván až po roce 2010.

## Cíle makroobezřetnostní politiky
Makroobezřetnostní politika se snaží:
- zabránit nadměrné kumulaci rizik v důsledku vnějších faktorů a tržních poruch a vyhlazovat finanční cyklus (časový rozměr),
- zajistit vyšší odolnost finančního sektoru a omezit nákazové efekty (průřezový rozměr),
- podporovat celosystémovou perspektivu ve finanční regulaci a vytvářet tak správný soubor pobídek pro účastníky trhu (strukturální rozměr).

Jinými slovy, mezi hlavní záměry této politiky patří zmírnit procykličnost finančního sektoru, zvýšit jeho odolnost vůči systémovému riziku a snížit tím pravděpodobnost vzniku finančních krizí s významnými ztrátami pro celou ekonomiku.
Makroobezřetnostní politiky, jakožto relativně nový přístup, se stále vyvíjí. Jsou nastavovány tak, aby odhalily a zmírnily rizika pro stabilitu systému, a tím předešly nákladům pro hospodářství, jež by vnikly narušením finančních služeb podpírajících fungování trhů. Takovými službami se myslí např. poskytování úvěrů a pojištění nebo platební a zúčtovací služby. Příkladem narušení těchto služeb může být tzv. credit crunch, neboli zamrznutí úvěrů, kdy ztráty bank a jiných úvěrových institucí zapříčiní omezení úvěrů pro firmy a domácnosti, což zase snižuje celkovou ekonomickou aktivitu. Takováto narušení mohou vzejít buď z celkových slabin finančního sektoru, anebo v důsledku selhání systémově důležitých institucí (tzv. too important/big to fail).

## Nástroje makroobezřetnostní politiky
Nástroji makroobezřetnostní politiky mohou být proticyklické (dynamické) kapitálové rezervy (polštáře), vyšší LTV a tím omezování pákového efektu (např. omezení výše úvěru k hodnotě nemovitosti či příjmům dlužníků), požadavky na likviditu, limity na zadlužování v cizí měně, navýšení rizikových vah pro určité úvěrové aktivity, vyšší transparentnost vzájemných expozic apod. Konkrétní sada používaných nástrojů závisí na dané makroobezřetnostní autoritě (většinou centrální banky).
Důležitá je v tomto ohledu také mezinárodní koordinace (např. na úrovni G20 nebo EU), neboť finanční systémy jsou spolu propojeny a finanční služby jsou poskytovány přeshraničně. Mezinárodní spolupráce zároveň omezuje prostor pro finanční instituce k tomu, aby přemisťovaly svá sídla podle toho, kde je regulace nejnižší a tím stavily jednotlivé státy proti sobě. Aby byl zajištěn zdravý finanční systém, je třeba též zajistit součinnost s monetární a fiskální politikou, jakož i vyladit příslušnou legislativu.